# Andrzej Siemaszko
Andrzej Bronisław Siemaszko (ur. 14 marca 1950, zm. 10 czerwca 2021) – polski prawnik i nauczyciel akademicki, profesor nauk prawnych, w latach 1992–2015 dyrektor Instytutu Wymiaru Sprawiedliwości.

## Życiorys
W 1972 ukończył studia prawnicze na Wydziale Prawa i Administracji Uniwersytetu Warszawskiego. W 1975 obronił doktorat w Instytucie Nauk Prawnych PAN, a w 1989 uzyskał stopień naukowy doktora habilitowanego na WPiA UW. W 2003 otrzymał tytuł profesora nauk prawnych.
W 1991 rozpoczął pracę na Wydziale Stosowanych Nauk Społecznych i Resocjalizacji Uniwersytetu Warszawskiego. W tym samym roku został zastępcą dyrektora Instytutu Wymiaru Sprawiedliwości. W latach 1992–2015 pełnił funkcję dyrektora IWS. Został przewodniczącym Rady Naukowej IWS, które to stanowisko później opuścił. Pozostał członkiem Rady Naukowej IWS. Był też prokuratorem w Prokuraturze Krajowej.
Autor kilkudziesięciu książek i artykułów naukowych, w tym kilku edycji „Atlasu przestępczości w Polsce”. Był też członkiem komitetów redakcyjnych „Archiwum Kryminologii” i „European Journal of Criminal Policy and Research”.

## Odznaczenia
- Krzyż Oficerski Orderu Odrodzenia Polski (2015)[9]